# Dance for You Magazine
Dance for You Magazine ist eine internationale Fachzeitschrift für Ballett, zeitgenössischen und künstlerischen Tanz. Sie erscheint seit 2005 zweisprachig in deutscher und englischer Sprache. Herausgeber ist der MIVI Verlag.

## Beschreibung
Dance for You Magazine erscheint sowohl als Print- und Digitalausgabe als auch als interaktives Online-Magazin. Die Zeitschrift berichtet über künstlerische Entwicklungen im Bereich des Tanzes und behandelt unterschiedliche Stilrichtungen – darunter klassisches Ballett, zeitgenössischer Tanz, urbaner Tanz, Breakdance und Ballroom Dance. Sie richtet sich an ein internationales Fachpublikum, darunter Tänzerinnen und Tänzer, Choreografen, Veranstaltende, Institutionen und interessierte Leser.

## Konzept
Das Magazin bietet journalistisch aufbereitete Inhalte wie Reportagen, Interviews, Rezensionen und Porträts aus der internationalen Tanzszene. Ziel ist es, künstlerische Prozesse darzustellen, Entwicklungen im Tanzbereich zu dokumentieren und eine Plattform für Austausch zu bieten. Neben der Berichterstattung über Aufführungen und Tanzschaffende wird ein Überblick über Ausbildungseinrichtungen, Veranstaltungen und Branchenentwicklungen gegeben. Ergänzend zur gedruckten Ausgabe enthält das Onlineportal aktuelle Artikel, multimediale Inhalte und Interaktionsmöglichkeiten für Leserinnen und Leser.

## Geschichte

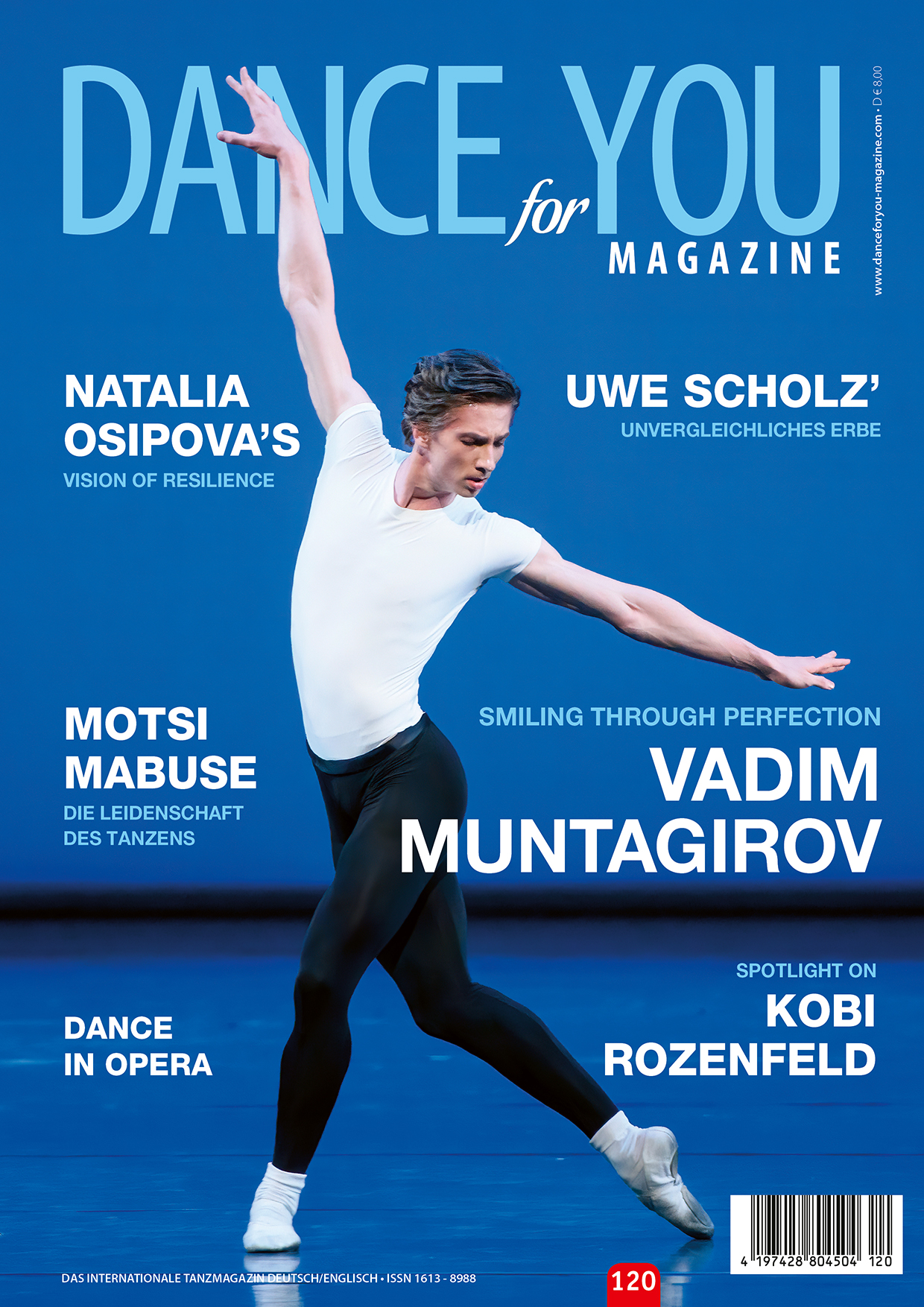
Cover Ausgabe 120, abgebildet ist Vadim Muntagirov, Principal Dancer Royal Opera and Ballet London

Vorgänger von Dance for You Magazine war die Zeitschrift „Die Ballettschule“, die erstmals als Ausgabe Mai/Juni 2003 im eigens gegründeten MIVI Verlag in Schweinfurt erschienen ist. Die Herausgeberin Mihaela Vieru wollte damit ein Forum für Ballettschulen und ihre Schüler schaffen, ein Magazin für und um Themen der Tanzausbildung und der Tanzpädagogik im privaten wie professionellen Bereich. Schon mit der Ausgabe September/Oktober 2004 nannte sich die Zeitschrift um in Dance for You Magazine. Grund dafür waren ihre zunehmende Bekanntheit und die gestiegene Nachfrage. Das zog auch thematisch eine Ausweiterung nach sich. In den ersten Jahren übernahm Anja Stemmer die redaktionelle Leitung, ab 2008 folgte Isabell Steinböck. Seit 2017 ist Dr. Volkmar Draeger Chefredakteur. Im Verlauf der Jahre wurde die Redaktion durch Fachautorinnen und -autoren aus verschiedenen Ländern ergänzt.

## Inhaltliche Struktur
Die Zeitschrift erscheint alle zwei Monate. Zu den regelmäßigen Rubriken gehören:
- Vorschauen auf Tanzaufführungen
- Porträts von Tanzschaffenden
- Rezensionen und Hintergrundartikel
- Interviews
- Branchennachrichten und Bildungsmöglichkeiten
- Hinweise zu Ausstattung, Technik und Tanzmode
- Veranstaltungshinweise und Stellenanzeigen
- Ein eigener Bereich für Ballroom Dance[4]

Der Bereich „Ballroom Dance“ wird von Ute Fischbach-Kirchgraber und Thomas Kirchgraber redaktionell betreut.

## Redaktion
Zur internationalen Redaktion zählen u. a. Anna Beke, Armando Braswell, Hans Rüdiger Berger, Nicola Campanelli, Dagmar Ellen Fischer, Boris Gruhl, Evelyn Klöti, Dr. Torsten Ibs, Vesna Mlakar, Alastair Macaulay, Louise Ryrie, Hartmut Regitz, Ralf Stabel, Horst Vollmer, Oliver-Peter Graber, Deborah Weiß, Vikki Jane Vile, Renate Baumiller-Guggenberger und Alexandra Zehetner.